# Peter Stasiuk

Bischofswappen von Peter Stasiuk

Peter Stasiuk CSsR (ukrainisch Петро Стасюк; * 16. Juli 1943 in Roblin, Manitoba, Kanada; † 13. August 2025) war Bischof von Melbourne für die Ukrainische Griechisch-Katholische Kirche in Australien, Neuseeland und Ozeanien.

## Leben
Peter Stasiuk trat dem Redemptoristenorden bei und legte am 28. August 1962 seine zeitlichen Ordensgelübde ab. Es folgten Studien in Kanada, den USA und der Ukraine. Seine ewigen Gelübde legte er am 28. August 1965 ab und wurde in Chicago zum Diakon geweiht. Die Priesterweihe spendete ihm Erzbischof Maxim Hermaniuk CSsR von Winnipeg am 2. Juli 1967 in Winnipeg.
Von 1967 bis 1974 diente Pater Stasiuk als Pastor in der Pfarrgemeinde der Redemptoristen von Roblin in Kanada. In dieser Zeit lehrte er auch am Priesterseminar und erhielt den Ruf zum Professor. 1981 übernahm er in Toronto eine Pfarrei und war gleichzeitig Superior der in Toronto ansässigen Redemptoristen. 1981 kehrte er nach Roblin zurück und war in verschiedenen Funktionen tätig.
Am 16. Dezember 1992 wurde er zum ukrainisch griechisch-katholischen Bischof von Melbourne und Nachfolger von Ivan Prasko ernannt. Der emeritierte Erzbischof von Winnipeg, Maxim Hermaniuk CSsR, und die Mitkonsekratoren Erzbischof Stephen Sulyk von Philadelphia und Bischof Myron Michael Daciuk OSBM von Edmonton spendeten ihm am 9. März 1993 die Bischofsweihe.
Bischof Peter Stasiuk war Mitkonsekrator bei Kenneth Nowakowski, Bischof von New Westminster, und Josyf Miljan MSU, Titularbischof von Drusiliana und Weihbischof im Großerzbistum Kiew-Halytsch. Bischof Stasiuk ist Mitglied der Bischofskonferenz von Ozeanien.
Am 15. Januar 2020 nahm Papst Franziskus das von Peter Stasiuk aus Altersgründen vorgebrachte Rücktrittsgesuch an.

## Auszeichnung
Bischof Stasiuk wurde am 26. Januar 2009, dem Australia Day, mit der Aufnahme zum Member of the Order of Australia (AM) geehrt. Er erhielt diese Ehrenbezeugung für seinen Dienst an der Religion und der Aufbauarbeit für die Ukrainische Griechisch-katholische Kirche in Australien. Der Orden wurde ihm von der Generalgouverneurin von Australien, Quentin Alice Louise Bryce AD überreicht.

## Zum Priestermangel in Ozeanien
Auf der Sonderversammlung der Bischofssynode für Ozeanien (22. November – 12. Dezember 1998) diskutierten die versammelten Bischöfe auch über den Priestermangel in Ozeanien.

„Die Änderung der Zulassungsbestimmungen zur Priesterweihe wurde von nicht wenigen Bischöfen ausdrücklich gewünscht. Unterstützung erhielten sie vom Eparchen der ukrainischen Kirche in Australien, Peter Stasiuk, der in der Weigerung, verheiratete Diakone zu Priestern zu weihen, den Grund für Spannungen zwischen Ost- und Westkirche sah…“